# اندی بیگز
اندرو استیون بیگز (زاده ۷ نوامبر 1958) یک وکیل و سیاستمدار آمریکایی است که نماینده حوزه انتخابیه پنجم آریزونا  در مجلس نمایندگان ایالات متحده است. این ناحیه، که زمانی توسط سناتورهای آمریکایی جان مک کین و جف فلیک نمایندگی می‌شد، در قلب دره شرقی قرار دارد و شامل بیشتر مسا و چندلر و تمام زادگاه کوئین کریک و بیگز، گیلبرت است.
بیگز که یک جمهوری‌خواه بود از سال ۲۰۰۳ تا ۲۰۱۱ عضو مجلس نمایندگان آریزونا و از سال ۲۰۱۱ تا ۲۰۱۷ عضو سنای آریزونا بود. او از سال ۲۰۱۳ تا ۲۰۱۷ رئیس مجلس سنای آریزونا بود. وی در سال ۲۰۱۶ به عنوان نماینده کنگره انتخاب شد. از سال ۲۰۱۹ تا ۲۰۲۲، بیگز به عنوان رئیس گروه آزادی، که شامل محافظه‌کارترین اعضای کنفرانس جمهوریخواهان مجلس می‌شود، خدمت کرد.